# 브라노우나트토플료우구

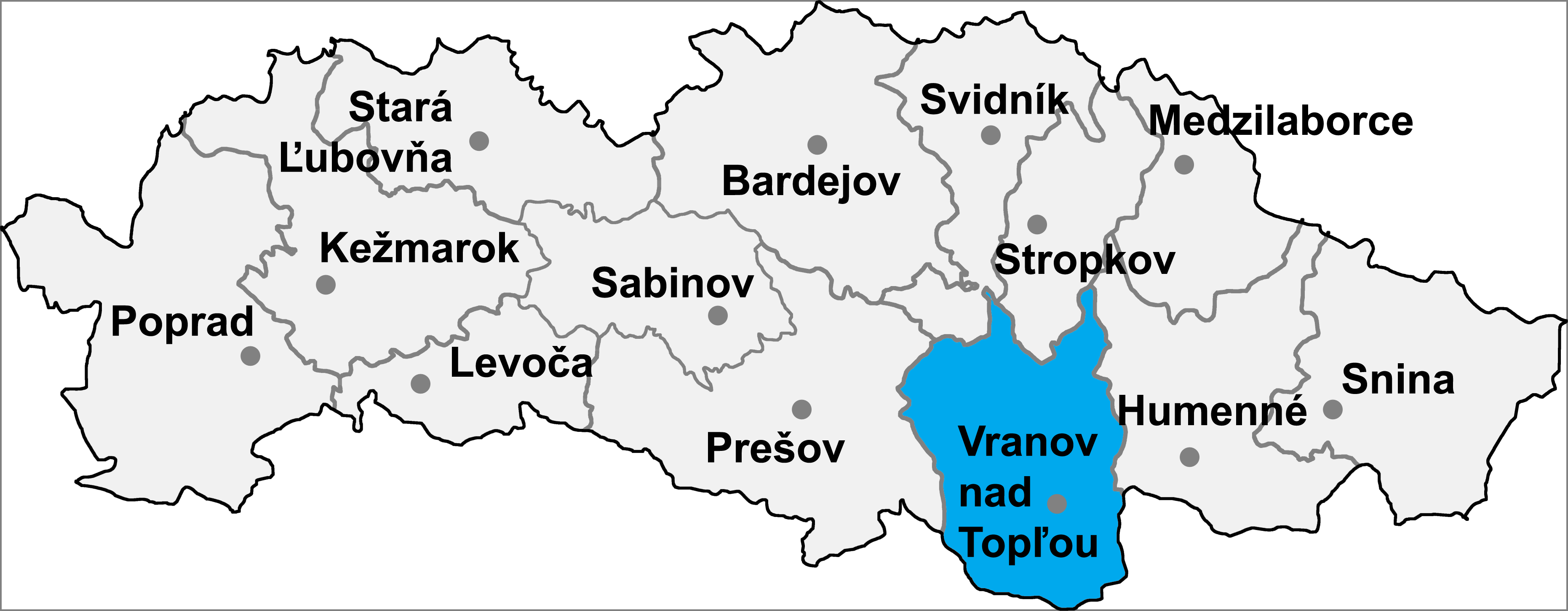
브라노우나트토플료우구의 위치

브라노우나트토플료우구(슬로바키아어: Okres Vranov nad Topľou)는 슬로바키아 프레쇼우주를 구성하는 13개 구 가운데 하나로 행정 중심지는 브라노우나트토플료우이며 면적은 769.47km2, 인구는 80,508명(2014년 기준), 인구 밀도는 104.63명/km2이다.
프레쇼우주 남부에 위치하며 68개 지방 자치체(2개 시, 66개 마을)를 관할한다. 북쪽으로는 스비드니크구, 스트롭코우구, 남쪽으로는 코시체주 코시체오콜리에구, 트레비쇼우구, 미할로우체구, 동쪽으로는 후멘네구, 서쪽으로는 프레쇼우구와 접한다.